# Ayer fue primavera
Ayer fue primavera  es una película en blanco y negro de Argentina dirigida por Fernando Ayala sobre el guion de Rodolfo Manuel Taboada que se estrenó el 20 de octubre de 1955 y que tuvo como protagonistas a Roberto Escalada, Analía Gadé, Duilio Marzio y Orestes Soriani.

## Sinopsis
Un hombre revive el pasado de su esposa, muerta en un accidente de tránsito, con la sospecha de una infidelidad.

## Reparto
- Roberto Escalada ... Ricardo Aguilar
- Analía Gadé ... Silvia
- Duilio Marzio ... Aníbal Sagreras
- Orestes Soriani
- Jesús Pampín
- Tomás Simari
- Carmen Monteleone
- Armando de Vicente
- Marcela Sosa
- Panchito Lombard ... Yuyo
- Leo Sassi
- Celia Ovejero
- María Rousset
- Carmen Giménez
- Víctor Martucci
- José Guisone
- Aída Villadeamigo
- Marcela Sola
- Emilio Vieyra
- Chela Castro

## Comentarios
Vair en Gente de Cine dijo:

”El film muestra la lucha de un director sin experiencia tratando de sobreponerse a un tema deshilachado, a dominar la organización general…Carece de unidad, pero excede en discreción. No es tarea fácil escribir bien cuando la pluma está vieja. Y  Ayala hace mucho con los elementos que dispone.”

Por otra parte El Heraldo del Cinematografista opinó acerca del filme:

”La pericia, la delicadeza y la sensibilidad de Ayala ha sabido envolver con simpáticaaureola romántica a un argumento que,aunque bien construido y escrito pudo fácilmente deslizarse al folletín barato con un tratamiento de menos calidad espiritual.”

Manrupe y Portela escriben sobre la película:

”Ayala se reveló con un realizador con futuro al dirigir este asunto romántico que, a pesar de ciertos amaneramientos, se destaca en el cine de la época.”